# Liste d'adaptations d'œuvres d'Edgar Allan Poe à la télévision et au cinéma
Les poèmes et nouvelles d’Edgar Allan Poe ont eu une grande influence sur la télévision et le cinéma. Plusieurs sont des adaptations des œuvres de Poe, d'autres y font simplement référence.

## Cinéma

### Adaptations
- La société cinématographique American International Pictures a produit dans les années 1960 une série de longs métrages adaptés de l'œuvre d'Edgar Allan Poe. Parmi les plus célèbres de ses adaptations, ils sont réalisés par Roger Corman, adaptés par Richard Matheson et généralement portés par l'acteur Vincent Price. Ces huit films sont :
  - La Chute De La Maison Usher (The Fall Of The House Of Usher, Roger Corman, 1960)
  - La Chambre des tortures (The Pit And The Pendulum, Roger Corman, 1961)
  - L'Enterré vivant (The Premature Burial, Roger Corman, 1962)
  - L'Empire de la terreur (Tales Of Terror, Roger Corman, 1962)
  - Le Corbeau (The Raven, Roger Corman, 1963)
  - La Malédiction d'Arkham (The Haunted Palace, Roger Corman, 1963)
  - Le Masque de la Mort Rouge (The Masque Of The Red Death, Roger Corman, 1964)
  - La Tombe de Ligeia (The Tomb Of The Ligeia, Roger Corman, 1964)

- On peut signaler également L'Enterré vivant (1962), avec Ray Milland et Hazel Court, mais sans Price. En revanche, La Malédiction d'Arkham (1963) reprend le titre d'un poème de Poe, mais correspond davantage à une adaptation des œuvres d'H. P. Lovecraft.

- En 2005, Lurker Films a sorti en DVD une collection de films tirés de l'œuvre d'Edgar Poe, comprenant les courts-métrages Annabel Lee du réalisateur George Higham, Le Corbeau du réalisateur Peter Bradley et  Le Cœur révélateur du réalisateur Alfonso S. Suarez.

- Le Chat noir a été adapté dans le cinéma giallo par Sergio Martino en 1972 avec le titre Ton vice est une chambre close dont moi seul ai la clé (Il tuo vizio è una stanza chiusa e solo io ne ho la chiave) et par Lucio Fulci en 1981 sous le titre Le Chat noir (Gatto nero).

- La version DVD de Hellboy, sortie en 2004, contient 10 min d'une adaptation du Cœur révélateur en supplément.

### Inspiration et allusions
- Le film The Mummy Lives (1993), avec Tony Curtis, sur un scénario de Nelson Gidding, est inspiré de Conversation avec une momie, nouvelle de Poe (1845).

- Le poème Un rêve dans un rêve de Poe est régulièrement cité dans le film Pique-nique à Hanging Rock (1975), réalisé par Peter Weir.

- Dans The Crow, Brandon Lee cite un extrait du poème Le Corbeau quand il fait irruption dans la boutique de Gideon.

- Dans le remake de Ladykillers (2004), le personnage principal est un grand admirateur de Poe, dont il cite régulièrement la poésie. Par ailleurs, un corbeau apparaît dans le film.

- Le concept d'emmurement d'une personne derrière un mur de briques, « à la Poe » dans La Barrique d'Amontillado, est employé dans l'épisode « le Charitable » de la série télévisée de Rod Serling, Night Gallery, diffusée le 22 septembre 1971[1]. L'épisode comprend un court passage dans lequel une vieille dame (Imogene Coca) emmure apparemment son époux (King Donavan), passivement assis sur une vieille chaise, dans le sous-sol, derrière un mur de briques. Elle lui assure que c'est « réellement la meilleure chose à faire », qu'elle « fait cela pour son propre bien ». Quand elle finit le mur, le vieil homme se lève et monte à l'étage supérieur. Sa femme s'est elle-même emmurée.
- Dans le jeu Guild Wars 2, il est possible de fabriquer une arme légendaire portant le nom de "Jamais Plus", traduit de l'anglais "Nevermore". C'est une allusion au poème "Le corbeau". Le bâton lui-même sert de perchoir à un corbeau.
- En 2022, The Pale Blue Eye et La Malédiction de Raven's Hollow font référence à des enquêtes auxquelles le jeune Poe aurait participé dans sa jeunesse.

### Sélection de films adaptés de Poe
- La Vie d'Edgar Poe (Edgar Allan Poe) (États-Unis, 1909) de David Wark Griffith
- Le Scarabée d'or (France, 1910)
- Le Puits et le pendule (Italie, 1910)
- The Bells (États-Unis, 1912)
- The Avenging Conscience (États-Unis, 1914)
- The Murders in the Rue Morgue (États-Unis, 1914)
- The Raven (États-Unis, 1915) - Ce film est plus une biographie de Poe. Cependant, un bref passage du film comporte une lecture abrégée du poème éponyme.
- The Tell Tale Heart (États-Unis, 1928)
- The Fall of the House of Usher (États-Unis, 1928)
- La Chute de la maison Usher (France, 1928) de Jean Epstein
- Double Assassinat dans la rue Morgue (États-Unis, 1932) de Robert Florey
- Le Chat noir (États-Unis, 1934) de Edgar G. Ulmer
- Maniac (États-Unis, 1934) - également adapté du Chat noir.
- Le Corbeau (États-Unis, 1935)
- Le Cœur révélateur (États-Unis, 1941)
- The Loves of Edgar Allan Poe (États-Unis, 1942)
- Mystery of Marie Roget (États-Unis, 1942)
- The Tell-Tale Heart (États-Unis, 1953)
- The Phantom of the Rue Morgue (États-Unis, 1953)
- La Chute de la maison Usher (États-Unis, 1960)
- The Tell-Tale Heart (États-Unis, 1960)
- La Chambre des tortures (États-Unis, 1961)
- L'Enterré vivant (États-Unis, 1962)
- L'Empire de la Terreur (États-Unis, 1962) - adaptation de Morella, Le Chat noir, et Le Cas mystérieux de M. Valdemar.
- Le Corbeau (États-Unis, 1963)
- Le Masque de la Mort Rouge (États-Unis, 1964)
- Danza macabra (Italie, 1964)
- La Tombe de Ligeia (États-Unis, 1965)
- Histoires extraordinaires, comprenant : Metzengerstein de Roger Vadim, William Wilson de Louis Malle et Toby Dammit de Federico Fellini (France/Italie, 1968)
- Le Cercueil vivant (The Oblong Box) de Gordon Hessler (Grande-Bretagne, 1969)
- The Murders in the Rue Morgue (États-Unis, 1971)
- La mansión de la locura de Juan López Moctezuma (Mexique, 1973), d'après Le Système du docteur Goudron et du professeur Plume
- The Spectre of Edgar Allan Poe (États-Unis, 1974)
- Vincent (États-Unis, 1982), un court-métrage de Tim Burton, sur un garçon obsédé par Poe et Vincent Price.
- Deux yeux maléfiques (États-Unis/Italie, 1999), film à sketches de Dario Argento (Le Chat noir) et George A. Romero (La Vérité sur le cas de Monsieur Valdemar)
- The Raven...Nevermore (États-Unis, 1999)
- The Raven (États-Unis, 2003), court-métrage.
- The Death of Poe (États-Unis, 2006)
- Nightmares from the Mind of Poe (États-Unis, 2006)
- The Light-house (États-Unis, 2008)
- Eureka: The Mind Of Edgar Allan Poe (États-Unis, 2008)
- Edgar Allan Poe's Ligeia (États-Unis, 2008)

### Autres
- La Barrique d'Amontillado de Poe a été adapté en film d'animation par le canadien Tory Wright[2].

- La Barrique d'Amontillado a également été adapté au cinéma par le réalisateur et animateur britannique Mario Cavalli en 1998.

- Le clip de Toby Keith pour A Little Too Late[3] produit par Show Dog National est une adaptation moderne de La Barrique d'Amontillado de Poe.

## Télévision
- Les Simpson contiennent plusieurs références aux œuvres de Poe. L'épisode Treehouse of Horror contient un passage dans lequel James Earl Jones lit le poème Le Corbeau de Poe, Homer jouant le narrateur, Marge faisant une brève apparition comme Lénore et Bart comme le corbeau. Le poème est repris mot à mot, sauf quelques lignes qui ont été coupées, et Poe est en fait décrit comme un coauteur du passage (aux côtés de Sam Simon). Un épisode postérieur représente Lisa en rivalité avec une fille qui recrée une scène du Cœur révélateur. Dans l'épisode Saturdays of Thunder, une annonce TV montre le Dr Nick Riviera nettoyant la pierre tombale de Poe. Dans l'épisode Lisa The Simpson, la maison Usher est montrée explosant dans le show fictif de la Fox When Buildings Collapse. Dans l'épisode Homer’s Triple Bypass, Homer enfonce Hans Taupeman conduisant un camion avec une maison à l'arrière. Sur la maison, on lit un signe indiquant le lieu de naissance d'Edgar Allan Poe.

- Le show TV Homicide (série télévisée), situé à Baltimore, fait référence à Poe et à son œuvre dans plusieurs épisodes. Poe apparaît plus particulièrement dans l'épisode « Heartbeat » de 1996, dans lequel un tueur obsédé par Poe emmure ses victimes dans les fondations d'une maison à l'imitation du meurtre horrible de Fortunato par Montresor dans La Barrique d'Amontillado. Dans une scène inquiétante, vers la fin de l'épisode, le tueur lit des textes de Poe, ce qui crée un effet dramatique, augmentant la tension.

- Dans l’épisode Up in Smoke des Experts[4], l'affaire renvoie à une histoire de Poe, combinant Le Cœur révélateur et La Barrique d'Amontillado.

- Edgar Allan Poe apparaît dans l'épisode « Every Poe Has a Silver Lining » du show Time Squad, diffusé pour la première fois le 21 septembre 2001. L'épisode montre un Poe heureux, optimiste et insouciant. Ceci rend sa poésie extrêmement joyeuse, ce que les principaux personnages trouvent dégoûtant. Les personnages tentent de déprimer Poe en lui montrant d'horribles images de la lutte pour la vie de l'humanité. Poe répond à toutes ces tentatives par des commentaires exaltés et des ornements jubilatoires. Cette réaction déçoit les personnages qui renoncent. Poe leur fait cuire un gâteau au four pour leur rendre espoir, ce que les personnages Tuddrussell et Larry 3000 critiquent très durement. Cela cause à Poe une douleur et une colère immenses et le transforme en cet individu dépressif  que la légende a retenu

- Dans « Poe Pourri », un épisode du dessin animé Beetlejuice, le fantôme d'Edgar Poe pleure sur sa Lénore perdue (qui s'avère être restée avec sa mère). Dans les pleurs de Poe, le Neitherworld réunit plusieurs de ses histoires, avec Beetlejuice qui est mordu par le scarabée d'or et trouve un cœur battant sous son plancher.

- L'épisode « Super Writers » de la série Histeria! montre une caricature de Poe avec la voix et l'apparence de Peter Lorre dans deux sketches différents. Le premier montre Poe résumant Le Corbeau à Sammy Melman, qui le déçoit progressivement en suggérant que le narrateur soit d'humeur heureuse et que le corbeau soit remplacé par un lapin. Poe finit par sortir en trombe et publie son poème indépendamment. L'autre sketch dépeint Poe comme un bandit qui, avec le corbeau pour associé, ainsi que Sappho et Bashô comme subordonnés, vandalise toute la littérature dans la bibliothèque du Congrès; leurs plans sont contrecarrés, cependant, quand Loud Kiddington alerte les Super Auteurs, qui arrivent pour les arrêter.

- Dans l’épisode « The Fugitive » de la saison 1 d’Incorrigible Cory, Cory cache Shawn dans sa chambre parce qu'il a jeté un paquet de cerises dans une boîte aux lettres. En classe, Mr. Feeney lit Le Cœur révélateur, poussant Cory à crier : « Je l'ai fait ! »

- Dans l'épisode « The Black Cat » de la saison 2 des Maîtres de l'horreur, réalisé par Stuart Gordon et écrit par Dennis Paoli et Stuart Gordon, Poe est joué par Jeffrey Combs, tourmenté par un chat noir qui détruira sa vie ou lui inspirera l'écriture de l'une de ses plus célèbres histoires.

- Dans l'épisode « Poe and the Pendulum » de Beetleborgs, le fantôme d'Edgar Poe arrive à Hillhust Mansion, à la recherche de l'inspiration pour un nouveau livre. Durant tout l'épisode, il torture les locataires en les soumettant aux mêmes destins horribles que les personnages de ses histoires passées comme Le Chat noir, Le Puits et le pendule et L'Enterrement prématuré.

- Dans la série télévisée Stark Raving Mad, qui a eu une courte durée d'existence, Tony Shalhoub joue Ian Stark, un auteur d'horreur qui tire le diable par la queue et a un chien nommé Edgar. On trouve encore quelques autres références à Poe, notamment l'épisode nommé « The Pigeon ».

- Dans l'épisode « Le Corbeau et l'incendie » (« A Tale of Poes and Fire ») de la saison 3 de la série Gilmore Girls, diffusé le 15 avril 2003, la Société Poe vient à Stars Hollow et s'arrête à l'Independence Inn. Ils font des lectures, et Le Corbeau, le célèbre poème de Poe, est lu par deux différents « Poe ». La Société Poe présente également Lorelai Gilmore avec un corbeau empaillé.
- La série "The Following" fait de nombreuses références à Edgar Poe. L'un des héros est très attaché aux œuvres  de Poe et justifie ses crimes au nom de cette époque romantique.
- En octobre 2023, Netflix a diffusé une série en huit épisodes, créée par Mike Flanagan, intitulée La Chute de la maison Usher (The Fall of the House of Usher), adaptation très libre dans le registre de l’horreur de la nouvelle éponyme d’Edgar Allan Poe ainsi que de plusieurs autres.

## Sources
- (en) Cet article est partiellement ou en totalité issu de l’article de Wikipédia en anglais intitulé « Edgar Allan Poe in television and film » (voir la liste des auteurs).